# Intranetportal
Ein Intranetportal ist ein organisationsinternes Portal, üblicherweise ein Webportal. Es ist meist über das organisationseigene Intranet abrufbar, das der Zusammenarbeit zwischen Personen oder Arbeitsgruppen dient.

## Technologie
Als zugrundeliegenden Technologie für Intranetportale werden üblicherweise HTML-Seiten eingesetzt.
Wie bei Webseiten finden auch bei Intranetportalen Content-Management-Systeme immer weitere Verbreitung. Der Grund liegt wie bei Webseiten in der einfacheren Wartung, da eine Trennung von Datenhaltung, Aussehen und Betreuung der Inhalte möglich ist.

## Konzeption
In vielen Organisationen (Firmen, Vereinen, Behörden usw.) werden Intranetportale hauptsächlich zum Informations- und Wissensaustausch konzipiert und eingesetzt. Dabei lassen sich grundsätzlich die beiden Ansätze Nice to know (nützliches Wissen) und Need to know (nötiges Wissen) unterscheiden.
Ein Nice-to-know-Intranet bildet oft die erste Stufe in der Entwicklung eines Organisations-Informations-Systems in Form des Intranetportals. Hierbei werden die Informationsinhalte aus dem Intranetportal nicht oder kaum im täglichen Arbeitsablauf benötigt. Die Inhalte des Intranet bilden hierbei eine nützliche Quelle von Informationen, auf die der einzelne User jedoch nicht angewiesen ist. Oft entstehen diese Portale aus der Notwendigkeit, einzelne Inhalte, die bereits in der Organisation vorhanden sind, zentral auf einen Punkt zu verlinken. Allgemein besteht in diesem Stadium eine ausgeprägte Holschuld von Informationen. Das Intranetportal ist ein Nice to have, die Mitarbeiter kommen aber auch ohne dessen Verwendung aus.
Die Entwicklung zu einem Need-to-know-Intranet stellt meist die logische Weiterentwicklung dar. Hierbei stellt das Intranetportal einen integralen Bestandteil des Organisations-Informations-Systems dar. Das Arbeiten ohne das Intranetportal ist nicht mehr möglich.

## Nutzen
InformationsbereitstellungAus den Zielen des Informationsmanagements lässt sich die Forderung ableiten, die Information, Kommunikation und Daten als wichtigen Faktor zur Erfüllung der von der Organisation angestrebten Ziele zu betrachten. Dies führt zur Betrachtung der Informationsfunktion nicht nur als Unterstützungsfunktion für andere betriebliche Funktionen, sondern als gleichberechtigte Unternehmensfunktion. Die daraus abgeleitete Notwendigkeit, allen relevanten Usern aufbereitete Daten aus den bestehenden Quellen zu liefern, stellt eine zentrale Aufgabe des Informationsmanagements dar. Ein Intranetportal stellt dafür eine geeignete Methode dar.
BenutzerbeteiligungUm die Beteiligung von Mitarbeitern zu erreichen bietet die Informations- und Kommunikationstechnologie zahlreiche Möglichkeiten, die sehr genau auf die jeweiligen Benutzer- und Organisationsziele zugeschnitten eingesetzt werden können. Dazu zählen unter anderem Wikis, Blogs, Chaträume, Foren, Online-Besprechungen, Videokonferenzen und vieles mehr.
Als sehr sinnvoll erweist sich die Möglichkeit der asynchronen, standortunabhängigen Kommunikation. So werden unter anderem Fachforen zu verschiedenen Themen eröffnet, in denen sich alle berechtigten User des Intranetportals austauschen können. Zu jedem im Intranetportal veröffentlichten Beitrag können Diskussionen eröffnet werden. Daraus entstehen oftmals Wissensgemeinschaften, welche den Inhalt des Intranetportals diskutieren, und neue Inhalte somit erarbeiten können.
Die Nutzung dieser Technologien ist in einem ständigen Wachstum begriffen; die Akzeptanz der User und deren Bereitschaft von sich aus Inhalte in das Intranetportal beizusteuern steigt stetig.
Plattformunabhängige InteraktionBesonders in vielschichtigen Organisationen, in denen viele verschiedene User auf verschiedenen Plattformen arbeiten, stellt ein Intranetportal ein Plattform-kompatibles Medium (gemeinsame Benutzung von Datenbasen, Vermeidung von Medienbrüchen, Verwendung elektronischer Kommunikationsmedien) oftmals über Zeitzonen hinweg (asynchrone Kommunikation) dar.

## Gefahren
Ausschluss von der InformationsversorgungGerade in heterogenen Organisationen (z. B. ein Unternehmen mit Administration und Produktion) sind Teile der Organisation ggf. von Informationen in einem Intranetportal ausgeschlossen. Dies stelle die Gefahr einer Zwei-Klassen-Gesellschaft von mit Information „versorgten“ und „nicht versorgten“ Organisationsteilen dar.
Zwischenmenschliche KommunikationDie Gefahr der Vereinsamung und „Entwicklung“ sozialer Inkompetenz ist bei ausschließlicher Verwendung neuer Medien gegeben. Deshalb ist eine Kombination von neuen Medien und zwischenmenschlicher Kommunikation unerlässlich.
EmotionenDie Vermittlung von Emotionen ist mit den klassischen Mitteln der neuen Medien nur eingeschränkt möglich. Die Angesichtskommunikation (Face to Face) ist hier eindeutig überlegen. Neue Entwicklungen in der IKT können hier Abhilfe schaffen. Viele dieser neuen Technologien und Ideen werden in Intranetportalen verwirklicht. So zum Beispiel ermöglichen Videokonferenzsysteme eine standortunabhängige, synchrone Kommunikation; auch die Konferenz von mehreren Usern ist je nach System möglich.